# Tortella rubripes
Tortella rubripes là một loài Rêu trong họ Pottiaceae. Loài này được (Mitt.) Broth. miêu tả khoa học đầu tiên năm 1902.